# Máté Helebrandt
Máté Helebrandt (né le 12 janvier 1989 à Nyíregyháza) est un athlète hongrois, spécialiste de la marche.
Il bat le record national du 50 km marche lors des championnats du monde 2017 à Londres, où il prend la 5e place.